# 米高·嘉道理
米高·大衛·嘉道理爵士，GBS（1941年—），伊拉克猶太人，香港企業家，中電集團和香港上海大酒店的董事局主席，中華電力公司創辦人埃利·嘉道理之孫。

## 背景
米高嘉道理出生於1941年，一個猶太家庭，是商業大亨勞倫斯·嘉道理（Lawrence Kadoorie，1899-1993）和他的妻子穆麗爾·古貝（Muriel Gubbay）的兒子，曾就讀於香港九龍小學和法國巴黎音樂學院。羅西在瑞士。他的家族在遠東的生意根源可以追溯到他的祖父，他是來自巴格達的伊拉克猶太人後裔，1880年首次定居上海。在英屬印度孟買待了一段時間後，他的祖父在上海發了財。 1949 年，香港的經濟主要透過金融、房地產和公用事業流失。 1949 年後不久，嘉道理的父親和叔叔將總部設在香港，將家族企業擴展為多元化集團，由公司旗艦公司中電控股有限公司領導。嘉道理是中電控股有限公司的主席，其家族於 1890 年創立該公司，至今仍持有該公司 35% 的股份。該公用事業公司作為九龍和新界的獨家營運商（透過控制計畫獲得許可）為香港75%的地區提供電力，並在中國、東南亞、澳洲和印度擁有發電廠的股權。他也是家族第二大上市集團香港上海大酒店的董事長，半島酒店集團的所有者和經營者。他控制並擔任Metrojet Ltd、Heliservices (HK) Ltd的董事，並創辦了中電研究院（中電控股的子公司，研究再生能源發展）。

## 個人生活
米高·嘉道理於1984年8月23日與Betty Tamayo在倫敦結婚，婚後育有2女1子，其中女兒Natalie Louise生於1986年2月3日。

## 榮譽
嘉道理於2003年獲頒授金紫荊星章（GBS）。